# Takumi Morikawa
Takumi Morikawa (Shizuoka, 11 juli 1977) is een voormalig Japans voetballer.

## Carrière
Takumi Morikawa speelde tussen 1996 en 2007 voor Kashiwa Reysol, Juventude, Kawasaki Frontale, Consadole Sapporo, Vegalta Sendai en Rosso Kumamoto.